# Amerila fuscivena
Amerila fuscivena là một loài bướm đêm thuộc phân họ Arctiinae, họ Erebidae.